# Hedysarum pskemense
Hedysarum pskemense är en ärtväxtart som beskrevs av Boris Fedtjenko. Hedysarum pskemense ingår i släktet buskväpplingar, och familjen ärtväxter. Inga underarter finns listade i Catalogue of Life.